# Acrocephalus vaughani
Acrocephalus vaughani là một loài chim trong họ Acrocephalidae.